# Mowlīskān
Mowlīskān (persiska: مولیسکان, Moleskām) är en ort i Iran.   Den ligger i provinsen Gilan, i den nordvästra delen av landet, 250 km nordväst om huvudstaden Teheran. Mowlīskān ligger 85 meter över havet och antalet invånare är 816.
Terrängen runt Mowlīskān är varierad. Runt Mowlīskān är det ganska tätbefolkat, med 111 invånare per kvadratkilometer. Närmaste större samhälle är Fūman, 9,9 km norr om Mowlīskān. I omgivningarna runt Mowlīskān växer i huvudsak blandskog.